# Kristen Kerr
Kristen Kerr, née le 17 décembre 1974 aux États-Unis est une actrice américaine originaire de Virginie. Après avoir été diplômé de Cave Spring High School à Roanoke, Virginie elle a fréquenté le Mary Baldwin College à Stanton, obtenant un baccalauréat en cinéma et télévision.

## Filmographie

### Film
| Année | Titre                                          | Rôle                         | Notes           |  |
| ----- | ---------------------------------------------- | ---------------------------- | --------------- |  |
| 2001  | Blue Caviar                                    | Green                        | Short film      |  |
| 2003  | Old School                                     | Lisa                         |                 |  |
| 2003  | The Guest House                                | Daisy                        | Short film      |  |
| 2003  | The Trailer                                    | Lara Croft                   | Short film      |  |
| 2004  | Catch That Kid                                 | Mom                          |                 |  |
| 2004  | Dig!                                           |                              |                 |  |
| 2006  | Inland Empire                                  | Lori                         |                 |  |
| 2007  | The Devil's Muse                               | Lisa Small / Elizabeth Short |                 |  |
| 2007  | Flight of the Living Dead: Outbreak on a Plane | Megan                        |                 |  |
| 2007  | Opiated: Life Beneath the Eyelids              | Flipsy                       | Short film      |  |
| 2007  | ELI                                            | Meryl                        | Short film      |  |
| 2008  | Strictly Sexual                                | Christi Ann                  |                 |  |
| 2010  | Abandoned                                      | Christine                    | Video           |  |
| 2011  | Lone Star Trixie                               | Denver McKay                 | Short film      |  |
| 2011  | Carjacked                                      | Young Woman                  |                 |  |
| 2013  | The Package                                    | Darla                        |                 |  |
| 2013  | The Fourth Noble Truth                         | Rachel                       | Post-production |  |

### Télévision
| Année | Titre                       | Rôle                    | Notes                                                                           |
| ----- | --------------------------- | ----------------------- | ------------------------------------------------------------------------------- |
| 2000  | Ally McBeal                 | Robert Palmer Girl      | Recurring role (4 episodes)                                                     |
| 2001  | Men, Women & Dogs           | Girl #1                 | Episode: "Dog Day Afternoon and Night"                                          |
| 2002  | Dancing at the Harvest Moon | Young Maggie            | TV film                                                                         |
| 2003  | Miss Match                  | Cute Girl               | Episode: "Pilot"                                                                |
| 2005  | Freddie                     | Cindy                   | Episode: "The Italian Job"                                                      |
| 2006  | Desire                      | Claudia                 | Recurring role (13 episodes)                                                    |
| 2007  | A Stranger's Heart (en)     | Milena                  | TV film                                                                         |
| 2007  | Dexter                      | Allison                 | Episode: "An Inconvenient Lie"                                                  |
| 2008  | CSI: NY                     | Brunette Victim (voice) | Video game                                                                      |
| 2011  | CSI: NY                     | Brunette Victim         | Episode: "Vigilante"                                                            |
| 2011  | Almighty Thor               | Herja                   | TV film                                                                         |
| 2011  | Strictly Sexual: The Series | Christi Ann             | Episodes: "Pilot", "Third Wheelin' It with Lesbians", "Laugh, Cry, Say Goodbye" |
| 2011  | Ringer                      | Socialite #2            | Episode: "She's Ruining Everything"                                             |
| 2011  | The Mentalist               | Marie St. Claire        | Episode: "The Redshirt"                                                         |
| 2012  | Stolen Child                | Chelsea                 | TV film                                                                         |
| 2012  | Perception                  | Maya Benowitz           | Episode: "Cipher"                                                               |
| 2012  | Christmas Twister           | Joanna                  | TV film                                                                         |
| 2012  | Are We There Yet?           | Tammy                   | Recurring role (6 episodes)                                                     |
| 2013  | Summoned                    | Vicky                   | TV film                                                                         |